# Paweł Naruszewicz
Paweł Naruszewicz herbu Wadwicz (zm. 1544) – sekretarz królewski, pisarz litewski.
Syn Wojciecha, dziedzica licznych dóbr majątkowych na Litwie. Jego dziad Jan Naruszewicz, syn Narusza protoplasty rodu jako pierwszy zaczął używać nazwiska Naruszewicz. Prapradziad Pawła Naruszewicza, Piotr Montygerdowicz był hetmanem litewskim i marszałkiem wielkim litewskim. 
Pełnił obowiązki pisarza litewskiego od 1517 roku. Był posłem do Moskwy 1531.
Był ojcem Mikołaja (zm. 1575), sekretarza królewskiego i pisarza litewskiego i Stanisława (zm. 1589), kasztelana smoleńskiego.